# Kung Fu Panda 3
Série Kung Fu Panda
Kung Fu Panda 2
(2011) Kung Fu Panda 4
(2024)
Pour plus de détails, voir Fiche technique et Distribution.
Kung Fu Panda 3 est un film d'animation par ordinateur en relief 3D sorti en 2016. Il s'agit d'une production américano-chinoise réalisée par Jennifer Yuh Nelson et Alessandro Carloni.
Ce film fait suite à Kung Fu Panda 2, sorti en 2011, et est le troisième opus de la franchise Kung Fu Panda.

## Synopsis
Dans le monde des Esprits où il a trouvé sa place après sa mort, le Grand Maître Oogway est confronté à Kai, un ancien compagnon d’armes. Kai pourchasse depuis 5 siècles les maîtres du Kung Fu afin de les vaincre et de s’emparer de leur Chi, les réduisant à l’état de marionnettes de jade. Oogway ne lutte pas et se laisse capturer, assurant à Kai que son rôle n’a jamais été de le battre mais de permettre au Guerrier Dragon de le faire. Étant devenu assez puissant pour le faire, Kai retourne dans le monde des vivants où il constate avec dépit que tout le monde l’a oublié. Kai envoie des zombies de jade dans toutes les directions pour rechercher le Guerrier Dragon.
Pendant ce temps, Maître Shifu annonce à ses disciples sa décision de prendre sa retraite, confiant à Po le soin de lui succéder. Mais Po s’avère être un très mauvais enseignant, alignant catastrophes sur catastrophes, ce qui le fait douter de sa véritable valeur en tant que guerrier. Shifu conseille à Po de ne pas essayer d’être un professeur, mais d’être lui-même.
Po retourne au restaurant de Ping, son père adoptif, où il rencontre un panda, Li, en train de battre son record de raviolis avalés. Li se rend rapidement compte que Po est son fils qu’il recherche depuis qu’il a eu la certitude de sa survie. Les deux pandas commencent à faire connaissance, au grand dam de Ping qui montre sa crainte de perdre Po. Pendant que Po présente son père aux 5 cyclones, la vallée est attaquée par des zombies de jade. Au cours du combat, les guerriers s’aperçoivent qu’ils affrontent des maîtres morts depuis longtemps. Shifu en reconnait certains et apprend à Po qu'Oogway et Kai étaient alliés avant. Gravement blessé au cours d’un combat, Oogway eut la vie sauve grâce à Kai qui l’emporta vers un village de guerriers pandas maîtrisant le Chi. Mais la démonstration du pouvoir poussa Kai à vouloir s’en emparer pour lui-même. Oogway fut contraint de le tuer pour l’en empêcher. Pour battre Kai, Po doit apprendre le Chi, mais le secret de la technique est perdu depuis des siècles. Li lui offre de le ramener à son village où il pourra le lui enseigner en secret. Ping décide d’accompagner le duo, ne voulant pas laisser Po seul avec son père biologique.
Désobéissant aux consignes de Shifu, Grue et Mante affrontent Kai après l’avoir localisé. Les deux guerriers sont rapidement battus et changés en zombie de jade. Arrivés au village, Li commence à enseigner à Po à se comporter comme un panda. Confiant, Po l’écoute.
Kai arrive à la vallée pour détruire l’héritage d’Oogway et malgré les efforts des cyclones restants, parvient à détruire le palais de Jade et à capturer les guerriers à l’exception de Tigresse qui s’enfuit pour informer Po. Les pandas veulent s’enfuir mais Po veut les convaincre de se battre. Il demande à accélérer son entraînement mais Li lui avoue la vérité : les pandas eux-mêmes ont perdu le secret du Chi et son entraînement n’avait d’autre but que de retenir Po le plus longtemps possible pour le convaincre de s’installer définitivement au village. Ulcéré, Po rompt ses liens avec son père, se réfugiant dans l’entraînement pour monter une stratégie contre Kai. Ping admet à Li sa peur de le voir perdre Po, mais il doit reconnaître que d’avoir retrouvé son vrai père a donné du bonheur à son fils adoptif. Voyant que les villageois ont décidé de rester, Po décide de les entraîner pour parfaire sa stratégie contre Kai. Po a retenu la leçon de son échec précédent et compris qu’il ne doit pas façonner les autres selon son moule, mais user de leurs qualités propres pour en faire des armes.
Kai rejoint le village des pandas et envoie ses zombies de jade pour capturer Po, mais les villageois s’en défont facilement avant d’attaquer Kai pour le distraire. Po essaye d’user de la prise de doigt Wushi pour renvoyer Kai dans le monde des esprits, mais il échoue, Kai lui révélant que cette technique ne marche que sur les vivants. Po comprend qu’il doit se sacrifier et, enlaçant Kai, se précipite dans le monde des morts pour y poursuivre le combat. Mais Kai se révèle trop puissant et commence à pétrifier Po malgré sa résistance. Restés dans le monde des vivants, les pandas ressentent le combat et la détresse de Po, ce qui leur fait redécouvrir leur Chi intérieur. Usant de leur instinct, les pandas envoient leur Chi à Po, qui se libère de l’emprise de Kai, parachevant sa transformation en Guerrier Dragon. Po crée un immense dragon de Chi et laisse Kai tenter de l’absorber. Mais la puissance est trop grande et Kai disparaît, victime de son ambition démesurée.
Les zombies de Jade reviennent à la vie et sont renvoyés dans le monde des vivants. Oogway apparaît alors à Po, lui révélant que son voyage est arrivé à son terme et qu’il l’a sélectionné en raison de son ascendance et de son lien profond avec le yin et le yang. Po comprend que c’est Oogway qui a fait comprendre à Li que son fils était toujours en vie. Po, devenu le successeur officiel d’Oogway après qu’il lui ait remis son sceptre de la sagesse, choisit de retourner dans le monde des vivants à l’aide de son nouveau pouvoir et commence à enseigner le pouvoir du Chi à ses amis.

## Fiche technique
Sauf indication contraire, les informations mentionnées dans cette section peuvent être confirmées par la base de données cinématographiques IMDb,  présente dans la section « Liens externes ».
- Titre : Kung Fu Panda 3
- Réalisation : Jennifer Yuh Nelson
- Co-réalisation : Alessandro Carloni
- Scenario : Jonathan Aibel et Glenn Berger
- Musique : Hans Zimmer
- Direction artistique : Max Boas
- Productrice : Melissa Cobb

Coproducteur : Jeff Hermann
Producteurs délégués : Guillermo del Toro et Mike Mitchell
- Sociétés de production : DreamWorks Animation et Oriental DreamWorks
- Société de distribution : 20th Century Fox
- Format : couleur - 2,39 : 1 - 65 mm - son Dolby Digital
- Pays d'origine :  États-Unis et  Chine
- Durée : 95 minutes
- Genre : animation par ordinateur, action, arts martiaux, comédie
- Langue originale : anglais
- Dates de sortie[1] :
  - États-Unis : 29 janvier 2016
  - Belgique : 23 mars 2016
  - France : 30 mars 2016

## Distribution

### Voix originales
- Jack Black : Maître Po Ping Shan
- Bryan Cranston : Li Shan, le père de Po
- Dustin Hoffman : Maître Shifu Sweng
- Angelina Jolie : Maître Tigresse
- J. K. Simmons : Général Kai
- Jackie Chan : Maître Singe
- Seth Rogen : Maître Mante
- Lucy Liu : Maître Vipère
- David Cross : Maître Grue
- Kate Hudson : Mei Mei
- James Hong : San Ping
- Randall Duk Kim : Maître Oogway
- Jean-Claude Van Damme : Maître Croc
- Steele Gagnon : Bao

### Voix française
- Manu Payet : Maître Po Ping Shan
- Emmanuel Jacomy : Li Shan, le père de Po
- Pierre Arditi : Maître Shifu Sweng
- Marie Gillain : Maître Tigresse
- Jérémie Covillault : Général Kai
- William Coryn : Maître Singe
- Xavier Fagnon : Maître Mante
- Mylène Jampanoï : Maître Vipère
- Marc Arnaud : Maître Grue
- Alison Wheeler : Mei Mei
- Michel Tureau : San Ping
- Pierre Bonzans : Maître Oogway
- Patrice Baudrier : Maître Croc
- Timothé Vom Dorp : Bao

Source VF : AlloCiné

### Voix québécoises
- Hugolin Chevrette-Landesque : Maître Po Ping Shan
- Sébastien Dhavernas : Li Shan, le père de Po
- Guy Nadon : Maître Shifu Sweng
- Hélène Mondoux : Maître Tigresse
- Patrick Chouinard : Général Kai
- François L'Écuyer : Maître Singe
- Tristan Harvey : Maître Mante
- Michèle Lituac : Maître Vipère
- Gilbert Lachance : Maître Grue
- Émilie Bibeau : Mei Mei
- Hubert Gagnon : San Ping
- Vincent Davy : Maître Oogway
- Louis-Philippe Dandenault : Maître Croc

Source VQ : Doublage.qc.ca

## Production
En juillet 2012, Bill Damaschke (en) a officialisé la réalisation de Kung Fu Panda 3.
Le film est co-réalisé par DreamWorks Animation et Oriental DreamWorks, un studio situé et fondé à Shangaï. Un tiers du film est donc réalisé en Chine et le reste aux États-Unis par DWA,. Cette structure originale permet au film de contourner les quotas contraignants auxquels la Chine soumet les films étrangers. En rapprochant les équipes américaines et chinoises, elle donne aussi au versant chinois un rôle précoce et central de conception, par opposition avec une simple exécution, permettant de construire un film plus proche du marché chinois par une meilleure compréhension de sa culture et du son public. Cela se traduit notamment par une version spécifique du film pour la Chine où les visages des personnages et le mouvement des lèvres sont animés selon des dialogues chinois et non américains.
Le film est réalisé par Jennifer Yuh Nelson (réalisatrice de Kung Fu Panda 2) co-réalisé par Alessandro Carloni (responsable d’histoire de Dragons et de Dragons 2), produit par Melissa Cobb, écrit par Jonathan Aibel et Glenn Berger avec Guillermo del Toro en tant que producteur exécutif. Dans une interview, Del Toro a annoncé que l'antagoniste du film serait « le méchant le plus redoutable » (« the most formidable villain yet »).

### Musique
Le 25 juillet 2015, Hans Zimmer se voit officiellement confier la composition de la bande originale du film. Signe de l'attention donnée au marché asiatique, l'interprétation est notamment assurée par des artistes chinois : le pianiste Lang Lang, la violoncelliste Jian Wang, le joueur d'erhu Guo Gan, ainsi que le chanteur taïwanais Jay Chou et le jeune chanteur canadien-taiwanais Patrick Brasca. L'album est publié le 22 janvier 2016. John Powell, collaborateur de Zimmer sur les 2 premiers films, ne participe pas à ce troisième opus.

## Date de sortie
En septembre 2012, la date de sortie est fixée au 18 mars 2016. Le 9 avril 2013, la date est avancée au 23 décembre 2015. Cependant, en décembre 2014, la sortie du film est à nouveau fixée à sa date initiale, soit le 18 mars 2016, pour éviter la concurrence avec Star Wars, épisode VII : Le Réveil de la Force.

## Suites
En 2010, le PDG de DreamWorks Animation, Jeffrey Katzenberg, déclare que la franchise Kung Fu Panda serait composée de six volets.
Le 13 janvier 2016, Collider interroge Jennifer Yuh Nelson et Alessandro Carloni sur la possibilité d'un quatrième film. Jennifer Yuh Nelson répond se concentrer sur « un film à la fois » avant de préciser : « Nous voulons en faire un bijou parfait, puis nous verrons ce qui se passera après cela ». Alessandro Carloni insiste sur la volonté de construire chaque film comme une œuvre autonome, complète, « que cela ressemble à un voyage de son début à sa fin, et nous pensons que ce film le fait », sans exclure de s'impliquer dans un nouveau chapitre si la qualité du scénario s'y prête.